# Dave Sim

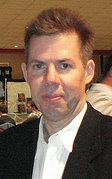
Dave Sim (2007)

Dave Sim (* 17. Mai 1956 in Hamilton, Ontario) ist ein kanadischer Comiczeichner und -autor. Sein Hauptwerk ist die 6000-seitige Graphic Novel Cerebus.

## Leben
Sim wurde in Hamilton geboren und lebt seit seinem zweiten Lebensjahr in Kitchener, Ontario. Er interessierte sich schon sehr früh für Comics und veröffentlichte ein Fanzine namens The Now And Then Times. Er arbeitete auch bei anderen Fanzines mit, zum Beispiel Comic Art News And Reviews, Gene Days Dark Fantasy und National Advisor, wo er Comicschaffende wie Barry Windsor-Smith und Neal Adams interviewte.
Seine ersten veröffentlichten Comics waren Zeitungsstrips. The Beavers wurde im Kitchener-Waterloo Record veröffentlicht, weitere Frühwerke erschienen in Jim McPhersons Phantacea. Im Dezember 1977 begann Sim mit der Veröffentlichung der schwarz-weißen Comicserie über das Erdferkel Cerebus. Cerebus the Aardvark wurde von Sim selbst verlegt, er gründete dafür den Verlag Aardvark-Vanaheim, der von seiner Frau Deni Loubert geführt wurde. Sim hatte Loubert 1976 kennengelernt und sie 1978 geheiratet. Fünf Jahre später ließen die beiden sich scheiden.
1979 erlitt Sim einen Nervenzusammenbruch. Kurz nachdem er sich erholt hatte, beschloss er, Cerebus zu einer Serie mit dreihundert Heften zu machen, was noch kein Comicautor und -zeichner vor ihm geschafft hatte. Die Serie würde das Leben eines Charakters vollständig erzählen, einschließlich seines Todes im letzten Heft, das im März 2004 erschien. Der Stil von Cerebus änderte sich mit der Geschichte High Society (dritter Band der Paperback-Ausgabe), Sim reduzierte die Fantasyelemente und -parodien, die zuvor überall in Cerebus aufzufinden gewesen waren und konzentrierte sich eher auf Politik und Religion.
In den 1980ern entwickelte sich Cerebus zu einem großen Erfolg. Sim reiste viel um für die Serie zu werben und verkaufte mindestens 30.000 Ausgaben eines Hefts. Ab 1984 begann der kanadische Zeichner Gerhard bei Cerebus auszuhelfen, er übernahm das Zeichnen der Hintergründe. Zu dieser Zeit veröffentlichte Aardvark-Vanaheim auch andere Serien, unter anderem William Messner-Loebs Journey und Bob Burdens Flaming Carrot.
Sim nutzte seine Popularität zur Werbung für den Eigenverlag und die Rechte von Comicschaffenden. Er hielt Reden zu dem Thema bei Comic-Conventions und veröffentlichte The Cerebus Guide to Self-Publishing. Außerdem warb er in Cerebus für die Werke anderer Künstler.
Sim beendete Cerebus wie geplant. Die Serie hatte sein Leben verändert, im Zuge der Arbeit daran entwickelte er eine Weltsicht, die Feminismus, Materialismus und linker Politik kritisch bis hasserfüllt gegenüberstand. Sim veröffentlichte seine Ansichten in Cerebus #186, das großen Aufruhr in der Comicszene der 1980er verursachte und zu einem Massenexodus von Cerebus-Lesern führte. Sein bekanntestes Essay gegen Feminismus ist Tangent, das in Cerebus #256 erschien. Sim änderte auch seinen persönlichen Lebensstil, er gab Alkohol und das Rauchen auf und verbannte TV und Radio aus seinen Wohnräumen. Sims religiöse Überzeugungen basieren auf jüdischen, christlichen und muslimischen Schriften, die er für gleichermaßen gültig befindet, und sein Leben prägen.
Derzeit arbeitet Sim am Cerebus Archive Project, einer geplanten Datenbank von Materialien in Zusammenhang mit Cerebus, am Magazin Following Cerebus mit Win-Mill Productions. Neben Covers und Pin-Up Seiten für verschiedene unabhängige Comickünstler veröffentlicht er inzwischen eine neue fortlaufende Comicserie unter dem Namen glamourpuss, die sich mit dem Modegeschäft auseinandersetzt.

## Veröffentlichungen
- mit Gerhard: Cerebus Cover Art Treasury. IDW Publishing, San Diego, Kalifornien, USA 2016.[1]

## Auszeichnungen
Sim wurde für zahlreiche Preise nominiert und gewann folgende:
- Comic Book Legal Defense Fund: Defender of Liberty Award 1996
- Diamond Gemmie als Pionier des Kleinverlegerbetriebs
- Eisner Award: Beste Graphic Album, 1994, für den Nachdruck von Cerebus: Flight (zusammen mit Co-Zeichner Gerhard)
- Harvey Award: Bester Cartoonist, 1992, für seine Serie Cerebus und bester Letterer, 2004
- Ignatz Awards: Herausragender Künstler, 1998, für Cerebus
- Inkpot Award 1981
- Joe Shuster Awards: Preis für die Vollendung der Serie Cerebus, 2005, an Dave Sim and Gerhard und Aufnahme der Serie in die Canadian comics Hall of Fame, 2006
- Kirby Award: Beste Schwarz-Weiß-Serie, 1987 and 1985, für Cerebus
- Squiddy Awards: Beste Zusammenarbeit, 1987, 1990, 1991, 1992, und 1993 für das Team Dave Sim and Gerhard; außerdem bester Letter, 2001, für Dave Sim.
- SPACE Lifetime Achievement Award 2004